# Hockey su ghiaccio ai XV Giochi olimpici invernali
Il torneo di hockey su ghiaccio dei XV Giochi olimpici invernali fu il sedicesimo torneo olimpico a essere disputato. Si svolse dal 13 al 28 febbraio 1988 a Calgary, nella provincia canadese dell'Alberta, e vi parteciparono 12 squadre. Le partite sono state disputate allo Stampede Corral e alla Father David Bauer Olympic Arena, mentre le finali si sono disputate all'Olympic Saddledome.
Intitolate a partecipare furono il Canada padrone di casa, le 7 squadre del gruppo A del campionato mondiale 1987, e le migliori 3 del gruppo B. L'ultimo posto venne assegnato con uno spareggio tra la quarta del gruppo B e la vincitrice del gruppo C. Rispetto al precedente torneo olimpico, il girone finale per l'assegnazione delle medaglie venne esteso da quattro a sei squadre, di conseguenza vennero promosse le prime tre classificate dei due gironi eliminatori.
Nel torneo si verificò un caso di doping. Il giocatore polacco Jaroslaw Morawiecki venne trovato positivo dopo l'incontro con la Francia. Moraviecki venne squalificato e la Polonia si vide togliere i punti conquistati sul campo e assegnato un punteggio di 0-2. Alla Francia venne, comunque, conteggiato il risultato del campo, che l'aveva vista sconfitta per 6-2.
L'Unione Sovietica celebrò la sua settima medaglia d'oro olimpica, mentre i canadesi non riuscirono a sfruttare il vantaggio di giocare in casa, rimanendo senza medaglia. A sorpresa, la Finlandia ottenne l'argento, prima medaglia in un torneo maggiore (Olimpiadi o campionati mondiali). La Cecoslovacchia concluse al sesto posto, ottenendo il peggior risultato ai Giochi olimpici dal 1928.

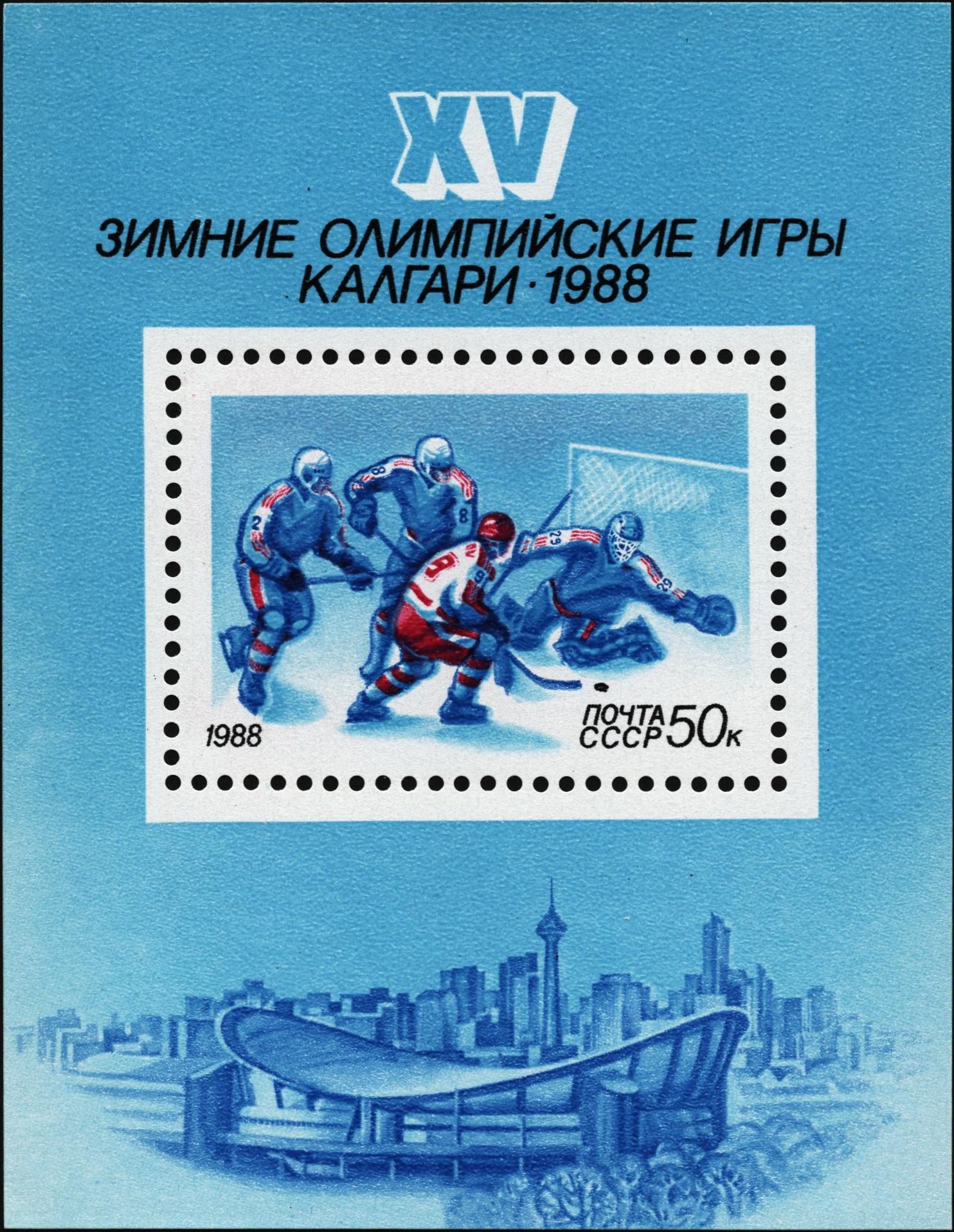
Francobollo celebrativo del torneo olimpico di hockey su ghiaccio, emesso in Unione Sovietica.

## Formula
Al torneo presero parte 12 rappresentative nazionali, che vennero suddivise in due gruppi da sei squadre ciascuno. Le prime tre classificate accedevano al girone finale per l'assegnazione delle medaglie. Le squadre classificate, rispettivamente, quarte, quinte e seste nei gironi eliminatori si affrontarono nelle finali per il settimo, nono e undicesimo posto. Nel girone finale le squadre portavano i punti conquistati nella prima fase contro le altre squadre qualificate e affrontavano le squadre provenienti dall'altro girone. Il posizionamento nella classifica finale valeva per l'assegnazione delle medaglie.

## Calendario
| Hockey su ghiaccio ai XV Giochi olimpici invernali | Hockey su ghiaccio ai XV Giochi olimpici invernali | Hockey su ghiaccio ai XV Giochi olimpici invernali | Hockey su ghiaccio ai XV Giochi olimpici invernali | Hockey su ghiaccio ai XV Giochi olimpici invernali | Hockey su ghiaccio ai XV Giochi olimpici invernali | Hockey su ghiaccio ai XV Giochi olimpici invernali | Hockey su ghiaccio ai XV Giochi olimpici invernali | Hockey su ghiaccio ai XV Giochi olimpici invernali | Hockey su ghiaccio ai XV Giochi olimpici invernali | Hockey su ghiaccio ai XV Giochi olimpici invernali | Hockey su ghiaccio ai XV Giochi olimpici invernali | Hockey su ghiaccio ai XV Giochi olimpici invernali | Hockey su ghiaccio ai XV Giochi olimpici invernali | Hockey su ghiaccio ai XV Giochi olimpici invernali | Hockey su ghiaccio ai XV Giochi olimpici invernali | Hockey su ghiaccio ai XV Giochi olimpici invernali | Hockey su ghiaccio ai XV Giochi olimpici invernali |
| Feb'88                                             | 13                                                 | 14                                                 | 15                                                 | 16                                                 | 17                                                 | 18                                                 | 19                                                 | 20                                                 | 21                                                 | 22                                                 | 23                                                 | 24                                                 | 25                                                 | 26                                                 | 27                                                 | 28                                                 | Totale                                             |
| -------------------------------------------------- | -------------------------------------------------- | -------------------------------------------------- | -------------------------------------------------- | -------------------------------------------------- | -------------------------------------------------- | -------------------------------------------------- | -------------------------------------------------- | -------------------------------------------------- | -------------------------------------------------- | -------------------------------------------------- | -------------------------------------------------- | -------------------------------------------------- | -------------------------------------------------- | -------------------------------------------------- | -------------------------------------------------- | -------------------------------------------------- | -------------------------------------------------- |
| Uomini                                             | 1ºT                                                | 1ºT                                                | 1ºT                                                | 1ºT                                                | 1ºT                                                | 1ºT                                                | 1ºT                                                | 1ºT                                                | 1ºT                                                | 1ºT                                                | Pia                                                | GF                                                 | Pia                                                | GF                                                 | GF                                                 | GF                                                 | 1                                                  |
| Totale                                             |                                                    |                                                    |                                                    |                                                    |                                                    |                                                    |                                                    |                                                    |                                                    |                                                    |                                                    |                                                    |                                                    |                                                    |                                                    | 1                                                  | 1                                                  |

| Gironi preliminari | Piazzamenti | Girone finale |

## Qualificazioni
| Ratingen 6 aprile 1987 Andata | Francia | 7 – 4 (1-1; 4-2; 2-1) referto | Giappone |  |

| Ratingen 7 aprile 1987 Ritorno | Francia | 2 – 3 (1-1; 1-2; 0-0) referto | Giappone |  |

## Squadre partecipanti
|                                   | Date                    | Sede           | Posti | Qualificate                                                                        |
| --------------------------------- | ----------------------- | -------------- | ----- | ---------------------------------------------------------------------------------- |
| Paese organizzatore               |                         |                | 1     | Canada                                                                             |
| Campionato mondiale 1987 gruppo A | 17 aprile-3 maggio 1987 | Austria        | 7     | Svezia Unione Sovietica Cecoslovacchia Finlandia Germania Est Stati Uniti Svizzera |
| Campionato mondiale 1987 gruppo B | 26 marzo-5 aprile 1987  | Italia         | 3     | Polonia Norvegia Austria                                                           |
| Qualificazione                    | 6-7 aprile 1987         | Germania Ovest | 1     | Francia                                                                            |

## Risultati

### Gironi eliminatori

#### Gruppo A

##### Classifica
| Pos. | Squadra   | Pt | G | V | N | P | GF | GS | DR  |
| ---- | --------- | -- | - | - | - | - | -- | -- | --- |
| 1.   | Finlandia | 7  | 5 | 3 | 1 | 1 | 22 | 8  | +14 |
| 2.   | Svezia    | 7  | 5 | 2 | 3 | 0 | 23 | 10 | +13 |
| 3.   | Canada    | 7  | 5 | 3 | 1 | 1 | 17 | 12 | +5  |
| 4.   | Svizzera  | 6  | 5 | 3 | 0 | 2 | 19 | 10 | +9  |
| 5.   | Polonia   | 1  | 5 | 0 | 1 | 4 | 3  | 13 | -10 |
| 6.   | Francia   | 0  | 5 | 1 | 0 | 4 | 10 | 41 | -31 |

##### Risultati
| Calgary 14 febbraio 1988 | Svezia | 13 – 2 (1-1; 9-1; 3-0) | Francia |  |

| Calgary 14 febbraio 1988 | Canada | 1 – 0 (1-0; 0-0; 0-0) | Polonia |  |

| Calgary 14 febbraio 1988 | Finlandia | 1 – 2 (0-2; 0-0; 1-0) | Svizzera |  |

| Calgary 16 febbraio 1988 | Svezia | 1 – 1 (0-0; 1-1; 0-0) | Polonia |  |

| Calgary 16 febbraio 1988 | Canada | 4 – 2 (0-0; 1-1; 3-1) | Svizzera |  |

| Calgary 16 febbraio 1988 | Finlandia | 10 – 1 (4-0; 4-0; 2-1) | Francia |  |

| Calgary 18 febbraio 1988 | Polonia | 0 – 2 (1-0; 1-0; 4-2) | Francia |  |

| Calgary 18 febbraio 1988 | Svezia | 4 – 2 (3-0; 1-1; 0-1) | Svizzera |  |

| Calgary 18 febbraio 1988 | Canada | 1 – 3 (0-3; 1-0; 0-0) | Finlandia |  |

| Calgary 20 febbraio 1988 | Svezia | 3 – 3 (1-0; 2-2; 0-1) | Finlandia |  |

| Calgary 20 febbraio 1988 | Canada | 9 – 5 (7-3; 0-1; 2-1) | Francia |  |

| Calgary 20 febbraio 1988 | Svizzera | 4 – 1 (4-0; 0-0; 0-1) | Polonia |  |

| Calgary 22 febbraio 1988 | Finlandia | 5 – 1 (1-1; 2-0; 2-0) | Polonia |  |

| Calgary 22 febbraio 1988 | Canada | 2 – 2 (1-1; 0-1; 1-0) | Svezia |  |

| Calgary 22 febbraio 1988 | Svizzera | 9 – 0 (1-0; 3-0; 5-0) | Francia |  |

#### Gruppo B

##### Classifica
| Pos. | Squadra          | Pt | G | V | N | P | GF | GS | DR  |
| ---- | ---------------- | -- | - | - | - | - | -- | -- | --- |
| 1.   | Unione Sovietica | 10 | 5 | 5 | 0 | 0 | 32 | 10 | +22 |
| 2.   | Germania Ovest   | 8  | 5 | 4 | 0 | 1 | 19 | 12 | +7  |
| 3.   | Cecoslovacchia   | 6  | 5 | 3 | 0 | 2 | 23 | 14 | +9  |
| 4.   | Stati Uniti      | 4  | 5 | 2 | 0 | 3 | 27 | 27 | 0   |
| 5.   | Austria          | 1  | 5 | 0 | 1 | 4 | 12 | 29 | -17 |
| 6.   | Norvegia         | 1  | 5 | 0 | 1 | 4 | 11 | 32 | -21 |

##### Risultati
| Calgary 13 febbraio 1988 | Cecoslovacchia | 1 – 2 (1-0; 0-1; 0-1) | Germania Ovest |  |

| Calgary 13 febbraio 1988 | Unione Sovietica | 5 – 0 (0-0; 3-0; 2-0) | Norvegia |  |

| Calgary 13 febbraio 1988 | Stati Uniti | 10 – 6 (2-1; 4-0; 4-5) | Austria |  |

| Calgary 15 febbraio 1988 | Germania Ovest | 7 – 3 (2-0; 3-1; 2-2) | Norvegia |  |

| Calgary 15 febbraio 1988 | Unione Sovietica | 8 – 1 (3-1; 5-0; 0-0) | Austria |  |

| Calgary 15 febbraio 1988 | Cecoslovacchia | 7 – 5 (1-3; 2-1; 4-1) | Stati Uniti |  |

| Calgary 17 febbraio 1988 | Germania Ovest | 3 – 1 (1-1; 1-0; 1-0) | Austria |  |

| Calgary 17 febbraio 1988 | Cecoslovacchia | 10 – 1 (1-0; 5-0; 4-1) | Norvegia |  |

| Calgary 17 febbraio 1988 | Unione Sovietica | 7 – 5 (2-0; 4-2; 1-3) | Stati Uniti |  |

| Calgary 19 febbraio 1988 | Cecoslovacchia | 4 – 0 (2-0; 1-0; 1-0) | Austria |  |

| Calgary 19 febbraio 1988 | Unione Sovietica | 6 – 3 (2-1; 2-1; 2-1) | Germania Ovest |  |

| Calgary 19 febbraio 1988 | Stati Uniti | 6 – 3 (1-0; 3-2; 2-1) | Norvegia |  |

| Calgary 21 febbraio 1988 | Unione Sovietica | 6 – 1 (2-0; 3-0; 1-1) | Cecoslovacchia |  |

| Calgary 21 febbraio 1988 | Austria | 4 – 4 (1-1; 1-2; 2-1) | Norvegia |  |

| Calgary 21 febbraio 1988 | Germania Ovest | 4 – 1 (2-0; 0-0; 2-1) | Stati Uniti |  |

### Finale 11º posto
| Calgary 23 febbraio 1988 | Francia | 7 – 6 (d.t.s.) (0-2; 3-3; 3-1; 1-0) | Norvegia |  |

### Finale 9º posto
| Calgary 23 febbraio 1988 | Austria | 3 – 2 (0-1; 3-1; 0-0) | Polonia |  |

### Finale 7º posto
| Calgary 25 febbraio 1988 | Stati Uniti | 8 – 4 (2-1; 3-0; 3-3) | Svizzera |  |

### Girone finale

#### Classifica
| Pos. | Squadra          | Pt | G | V | N | P | GF | GS | DR  |
| ---- | ---------------- | -- | - | - | - | - | -- | -- | --- |
| 1.   | Unione Sovietica | 8  | 5 | 4 | 0 | 1 | 25 | 6  | +19 |
| 2.   | Finlandia        | 7  | 5 | 3 | 1 | 1 | 18 | 10 | +8  |
| 3.   | Svezia           | 6  | 5 | 2 | 2 | 1 | 15 | 16 | -1  |
| 4.   | Canada           | 5  | 5 | 2 | 1 | 2 | 17 | 14 | +3  |
| 5.   | Germania Ovest   | 2  | 5 | 1 | 0 | 4 | 8  | 26 | -18 |
| 6.   | Cecoslovacchia   | 2  | 5 | 1 | 0 | 4 | 12 | 22 | -10 |

#### Risultati
| Calgary 24 febbraio 1988 | Finlandia | 8 – 0 (3-0; 3-0; 2-0) | Germania Ovest |  |

| Calgary 24 febbraio 1988 | Svezia | 6 – 2 (0-1; 3-0; 3-1) | Cecoslovacchia |  |

| Calgary 24 febbraio 1988 | Canada | 0 – 5 (0-0; 0-2; 0-3) | Unione Sovietica |  |

| Calgary 26 febbraio 1988 | Canada | 8 – 1 (1-0; 4-1; 3-0) | Germania Ovest |  |

| Calgary 26 febbraio 1988 | Unione Sovietica | 7 – 1 (4-1; 1-0; 2-0) | Svezia |  |

| Calgary 26 febbraio 1988 | Finlandia | 2 – 5 (0-1; 1-2; 1-2) | Cecoslovacchia |  |

| Calgary 27 febbraio 1988 | Canada | 6 – 3 (3-1; 1-2; 2-0) | Cecoslovacchia |  |

| Calgary 28 febbraio 1988 | Svezia | 3 – 2 (0-1; 1-1; 2-0) | Germania Ovest |  |

| Calgary 28 febbraio 1988 | Unione Sovietica | 1 – 2 (0-0; 0-1; 1-1) | Finlandia |  |

## Classifica finale
| Pos | Squadre          |
| --- | ---------------- |
|     | Unione Sovietica |
|     | Finlandia        |
|     | Svezia           |
| 4   | Canada           |
| 5   | Germania Ovest   |
| 6   | Cecoslovacchia   |
| 7   | Stati Uniti      |
| 8   | Svizzera         |
| 9   | Austria          |
| 10  | Polonia          |
| 11  | Francia          |
| 12  | Norvegia         |

## Podio
| Oro | Argento | Bronzo |
| Unione Sovietica | Finlandia | Svezia |
| Sergej Myl'nikov Vitalij Samojlov Il'ja Bjakin Igor' Stel'nov Vjačeslav Fetisov Aleksej Gusarov Alexej Kasatonov Sergej Starikov Vjačeslav Bykov Sergej Jašin Valerij Kamenskij Sergej Svetlov Aleksandr Čërnyk Andrej Chomutov Igor' Larionov Andrej Lomakin Sergej Makarov Aleksandr Mogil'nyj Anatolij Semënov Aleksandr Koževnikov Igor' Kravčuk Vladimir Krutov | Jarmo Myllys Jukka Tammi Timo Blomqvist Kari Eloranta Jyrki Lumme Jukka Virtanen Arto Ruotanen Reijo Ruotsalainen Simo Saarinen Kari Suikkanen Raimo Helminen Iiro Järvi Esa Keskinen Erkki Laine Kari Laitinen Erkki Lehtonen Reijo Mikkolainen Janne Ojanen Timo Susi Pekka Tuomisto Teppo Numminen Jari Torkki | Peter Lindmark Peter Åslin Anders Bergman Peter Andersson Anders Eldebrink Lars Ivarsson Lars Karlsson Mats Kihlström Tommy Samuelsson Mikael Andersson Bo Berglund Jonas Bergkvist Peter Eriksson Michael Hjäkm Mikael Johansson Lars Molin Lars-Gunnar Pettersson Thomas Rundqvist Ulf Sandström Hakan Södergren Jens Öhling Thomas Eriksson Thom Eklund |